# جبال عوف
جبال عوف أو جبل عوف وتعود لقبيلة عوف الاوسيه الذي تحالفت مع قبيلة حرب ،سلسلة جبلية في الحجاز، يقع في منطقة المدينة المنورة بالقرب من مدينة المدينة المنورة. ويبلغ ارتفاعه 2,082 م (6,831 قدم) وبطول يقدر ب 150 كيلاً .
يقع بها جبل أدقس، تنسب التسمية إلى سكانها عوف، وفيها معاسل وفيرة وأنواع لا تحصى من الأشجار ، تسيل منها أودية عظيمة منها: عقيق المدينة (شمالاً) والفرع والقاحة غرباًوهي لقبائل عوف الاوسيه الذي تحالفت مع قبيلة حرب الخولانيه عندما قدمت للحجاز عام ١٣١هـ.